# Бондаренко Артем Анатолійович
Арте́м Анато́лійович Бондаре́нко (21 липня 1982, Дніпро — 2 вересня 2020, Лобачеве, Луганська область) — старшина, головний сержант 9-ї роти 25-ї окремої повітрянодесантної бригади Збройних сил України, учасник російсько-української війни.

## Із життєпису
Народився 1982 року в Дніпропетровську.
Учасник Антитерористичної операції на сході України та Операції об'єднаних сил на території Луганської та Донецької областей від 2014 року.
На фронт пішов добровольцем. Брав участь у боях за Піски, Донецький аеропорт, Авдіївську промзону.
Зник безвісти 2 вересня 2020 року під час ліквідації пожежі на бойових позиціях. Наступного дня тіло знайшли під завалами згорілого бліндажа: за словами колег, під час пожежі Артем рятував військове майно.
Відхід воїнів з позицій був ускладнений через оточення стіною вогню, з одного боку, і російськими бойовиками — з другого. Після віднайдення тіла тривала процедура ідентифікації.
Представлений до нагородження орденом «За мужність» І ступеня (посмертно).
Похований 2 жовтня 2020 року на Краснопільському цвинтарі біля міста Дніпра. Прощання відбулось на Алеї Героїв біля будівлі облдержадміністрації.

## Нагороди та вшанування
- Указом Президента України № 722/2015 від 25 грудня 2015 року, «за особисту мужність і самовідданість, виявлені у захисті державного суверенітету та територіальної цілісності України, високий професіоналізм, вірність військовій присязі», нагороджений орденом «За мужність» III ступеня[6].

- Указом Президента України № 506/2020 від 19 листопада 2020 року за «особисту мужність, виявлену під час бойових дій, зразкове виконання військового обов'язку та з нагоди Дня Десантно-штурмових військ Збройних Сил України» нагороджений орденом «За мужність» II ступеня (посмертно)[7].